# Ilyes Hamache
Ilyes Hamache, né le 11 février 2003 à Lille, est un footballeur français qui joue au poste au poste d'attaquant à Schalke 04.

## Biographie
Ilyes Hamache fait ses débuts sous le maillot valenciennois le 21 septembre 2022 lors de la réception du SC Bastia en championnat. Il entre en jeu à la 76e minute à la place de Floyd Ayité. Trois jours plus tard, il connait sa première titularisation sur la pelouse du Dijon FCO. Il joue une heure de jeu avant d'être remplacé.
Le 16 octobre 2021, il inscrit son premier but en Ligue 2 face à Dunkerque. Deux semaines plus tard, il inscrit un nouveau but face à Auxerre. Il est à nouveau décisif en Coupe de France face au Tourcoing FC puis face à Calonne Ricouart. Les supporters saluent ses bonnes performances en le désignant joueur du mois de novembre.
Il signe son premier contrat professionnel avec le Valenciennes FC le 31 janvier 2022 après 14 matchs joués et 4 buts inscrits depuis le début de la saison. Et grâce à de bonnes performances il gagne sa place de titulaire indiscutable dans le club nordiste ce qui lui permet d'être appelé par la sélection algérienne U19 mais il refuse l'invitation en précisant qu'il souhaite plutôt intégrer l'équipe A dans le futur.
Lors de la saison 2023-2024, alors que le club de Valenciennes enchaîne les mauvaises performances, Ilyes Hamache intéresse l'Olympique de Marseille mais le club du Hainaut s'oppose à un transfert du joueur.

## Statistiques
| Saison                | Club                  | Championnat           | Championnat | Championnat | Coupe(s) nationale(s) | Coupe(s) nationale(s) | Total | Total |
| Saison                | Club                  | Division              | M.          | B.          | M.                    | B.                    | M.    | B.    |
| 2021-2022             | Valenciennes FC       | Ligue 2               | 22          | 4           | 3                     | 2                     | 25    | 6     |
| 2022-2023             | Valenciennes FC       | Ligue 2               | 32          | 3           | 1                     | 0                     | 33    | 3     |
| 2023-2024             | Valenciennes FC       | Ligue 2               | 28          | 2           | 6                     | 0                     | 34    | 2     |
| Sous-total            | Sous-total            | Sous-total            | 82          | 9           | 10                    | 2                     | 92    | 11    |
| 2024-2025             | Schalke 04            | 2. Bundesliga         | 11          | 0           | -                     | -                     | 11    | 0     |
| Total sur la carrière | Total sur la carrière | Total sur la carrière | 93          | 9           | 10                    | 2                     | 103   | 11    |